# 美泉

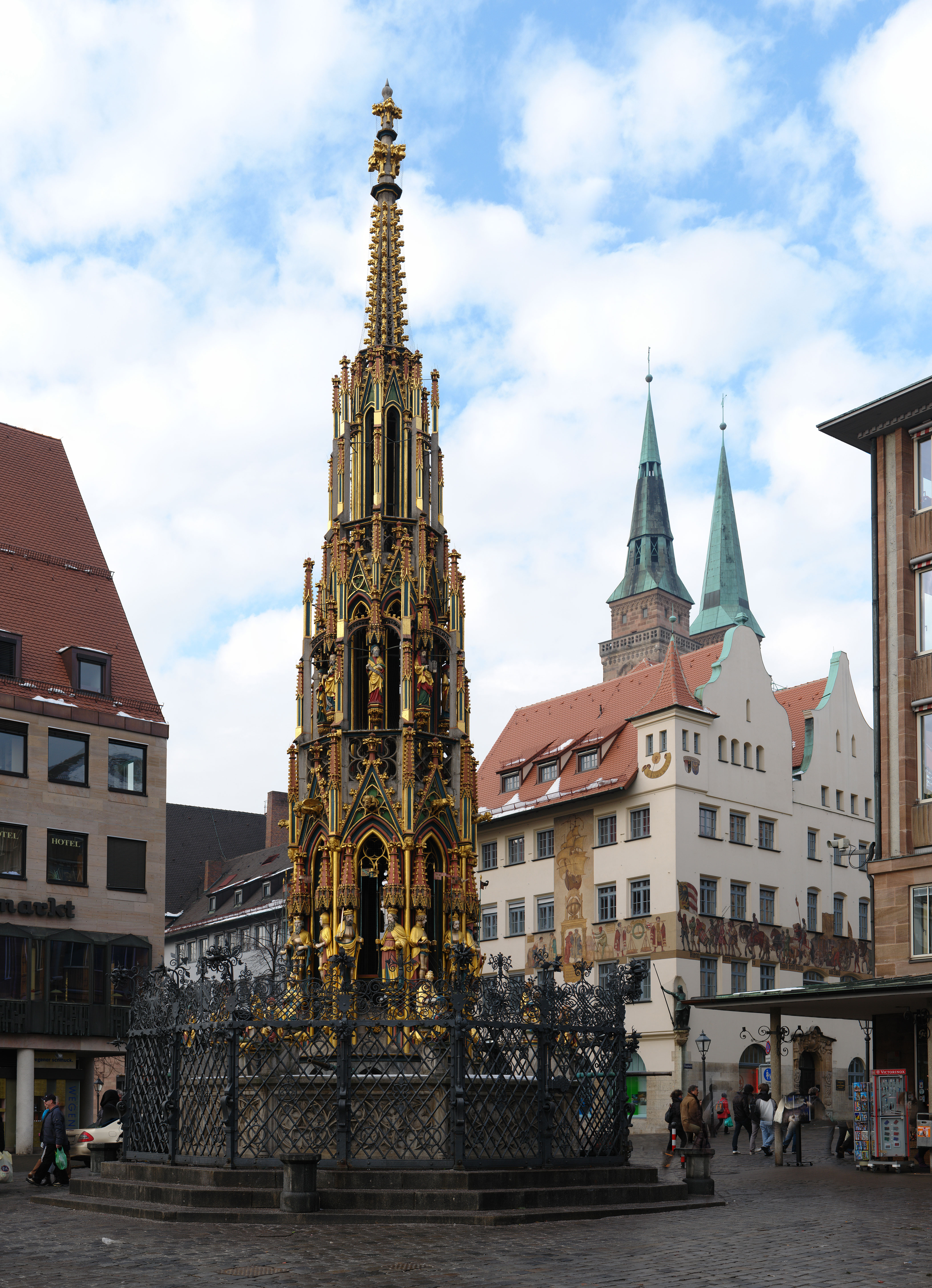

美泉（Schöner Brunnen）是一个14世纪喷泉，位于德国纽伦堡的大集市广场，毗邻市政厅，为该市主要名胜之一。高19米，哥特式尖塔形状。
美泉建于1385年到1396年。
装饰喷泉有40尊塑像，代表神圣罗马帝国的世界观。它们分别是哲学、自由七艺、四福音作者、四位教父、七位选帝侯、九伟人、摩西和七位先知（何西阿、但以理、耶利米、以西结、阿摩司、以赛亚和约珥）。
喷泉的栅栏上有两个黄铜环，据说旋转它们可以带来好运气。